# One London Place
One London Place est un gratte-ciel de 109 mètres de hauteur construit à London au Canada en 1992
Il abrite des bureaux sur 24 étages plus 5 étages de sous-sol pour une surface de plancher de 32,516 m² .
C'est le plus ancien et le plus haut gratte-ciel de la ville et l'un des plus hauts de l'Ontario en dehors de l'agglomération de Toronto.
L'architecte est l'agence Crang & Boake